# Walter Kikuth

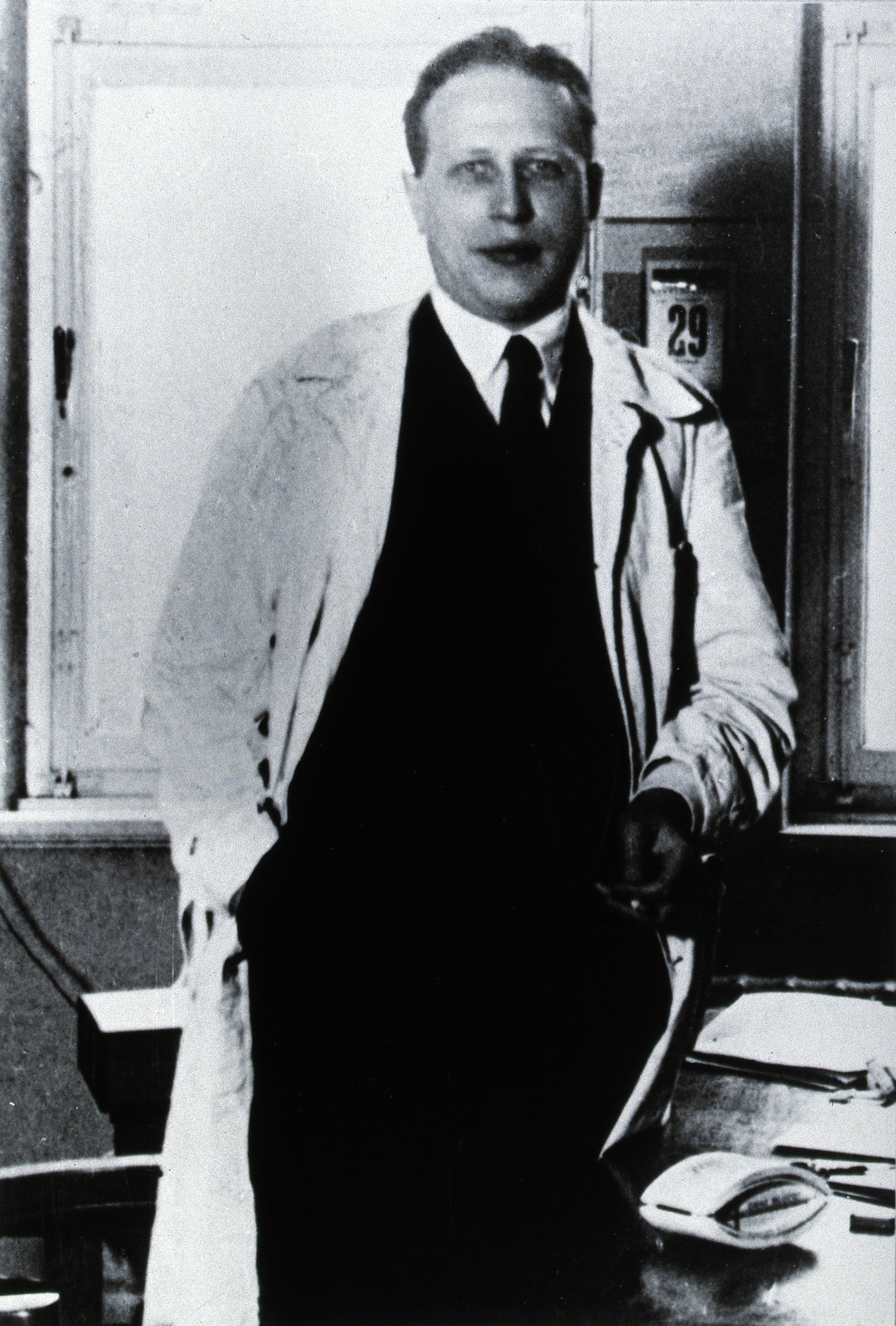
Walter Kikuth

Walter Kikuth (* 21. Dezember 1896 in Riga; † 5. Juli 1968 in Düsseldorf) war ein deutsch-baltischer Tropenmediziner bei der Bayer AG. Bekannt machten ihn die Entwicklung verschiedener Chemotherapeutika und Beiträge zu Tropenmedizin, Virologie, Umweltmedizin und Hygiene.

## Leben
Kikuths Eltern waren der Rigaer Arzt Martin Kikuth und seine Frau Emmy geb. Schulz. Walter Kikuth besuchte das 1. Staatsgymnasium Riga. Nach dem Abitur studierte er zunächst an der Kaiserlichen Universität Dorpat Medizin. Er wurde Mitglied der Fraternitas Rigensis Dorpat. Er wechselte an die Albertus-Universität Königsberg (1919/20) und die Albert-Ludwigs-Universität Freiburg (1921–1923). Danach war er Assistent am Pathologischen Institut im Allgemeinen Krankenhaus  Eppendorf. 1924 wurde er von der neuen Universität Hamburg zum Dr. med. promoviert. Von 1924 bis 1928 war er am Hamburger Tropeninstitut. Mit Martin Mayer identifizierte er mit Verruga peruviana den Erreger des Oroya-Fiebers, Bartonella. 1927/28 war er auf Studienreise in Brasilien, wo er Blutparasiten erforschte. 
1928 heiratete er in Hamburg Helga Timmermann, Tochter des Gründers der Wilhelmsburger Zinnwerke. Als Nachfolger von Wilhelm Roehl war er ab 1929 Leiter der Chemotherapie bei Bayer (IG-Farben) in Wuppertal-Elberfeld. Bei den Bayer-Werken fand er 1930 in einem Screening-Verfahren das Antimalariamittel Atebrin. Synthetisiert wurde das nach Erprobung seiner Wirkung 1932 in die Therapie eingeführte Mittel von Fritz Mietzsch und Hans Mauss, die dafür die Emil-Fischer-Medaille erhielten. Neben Tropenmedizin und Chemotherapeutika gegen protozoische Parasiten wandte Kikuth sich 1932 auch den Viren zu. Er und H. Gollub wiesen das Virus der Kanarienvogelkrankheit nach. Später wandte er sich Forschungsfeldern wie Lufthygiene und Silikose zu. 1931 habilitierte er sich an der Medizinischen Akademie Düsseldorf. Er war dort anschließend Privatdozent und ab 1938 a.o. Professor für Tropenmedizin und Tropenhygiene. Während des Deutsch-Sowjetischen Krieges nahm er am 23. Juli 1942 an einem Treffen in der Landesheilanstalt Arnsdorf teil. Dort wurde die Infizierung von Patienten mit Malaria vorbesprochen. Ein von ihm im Tierversuch erprobtes Mittel gegen Fleckfieber wurde ab Januar 1943 in der von Erwin Ding-Schuler geleiteten Fleckfieberversuchsabteilung des Hygiene-Instituts der Waffen-SS im KZ Buchenwald an Häftlingen erprobt.
Nach dem Krieg wurde er 1946 kommissarischer Leiter des Düsseldorfer Hygiene-Instituts und 1948 o. Professor für Hygiene und Mikrobiologie. Er sorgte für die Schaffung (1962) des Instituts für Lufthygiene und Silikoseforschung in Düsseldorf, geleitet von seinem ehemaligen Assistenten Hans-Werner Schlipköter. Er setzte sich für Krankenhaushygiene ein und förderte die Impfung von Kindern gegen Poliomyelitis. Er war an der Neugründung der Deutschen Tropenmedizinischen Gesellschaft und der Gesellschaft für Allergie- und Immunitätsforschung beteiligt.
Er war der Vater der Architektin Brigitte Parade.

## Ehrungen, Mitgliedschaften
- Goldene Paul-Ehrlich-Medaille (1934)
- Silberne Gedenkmünze der Medizinisch-Naturwissenschaftlichen Gesellschaft in Jena (1939)
- Deutsche Akademie der Naturforscher Leopoldina (1940)
- Bernhard-Nocht-Medaille (1940)
- Kgl. Medizinische Akademie Barcelona (1943)
- Deutsche Akademie für Städtebau und Landesplanung (1950)
- Kgl. Medizinische Akademie Madrid (1952)
- Academia Nacional de Medicina, Rio de Janeiro (1952)

## Schriften
- Über die chemotherapeutische Wirkung des Atebins. Deutsche Medizinische Wochenschrift 58 (1932), S. 530.
- Die Immunität der Protozoen-Erkrankungen. Medizin und Chemie 1 (1933), S. 99–110.
- Die Chemoprophylaxe der Malaria. Medizin und Chemie 2 (1934), S. 263–268.
- mit L. Mudrow: Die Chemotherapie der Malaria in Beziehung zur Biologie der Plasmodien. Medizin und Chemie 4 (1942), S. 44–59.
- mit Walter Menk: Die Chemotherapie der Malaria. Hirzel, Stuttgart 1943, 2. Auflage 1944 (Chemotherapie der wichtigsten Tropenkrankheiten, Band 1).
- mit Arthur Grumbach: Die Infektionskrankheiten des Menschen und ihre Erreger, 2 Bde., Thieme, Stuttgart 1958, 2. Auflage 1969.
- Die Infektionskrankheiten im Spiegel historischer und neuzeitlicher Betrachtungen. Westdeutscher Verlag 1959.
- Virusforschung. Westdeutscher Verlag 1951.

## Herausgeber
- Ergebnisse der Mikrobiologie, Immunitätsforschung und experimentellen Therapie. Springer.